# Felipe Ehrenberg
Felipe Ehrenberg (Cidade do México, 1943 – Cuernavaca, Morelos, 15 de maio de 2017) foi um artista plástico, escultor e diplomata mexicano. Ele recebeu diversos prêmios por seu trabalho, como a Medalha Roque Dalton (1987), John Simon Guggenheim Fellowship (1976), Fulbright Lecturing Award, o Prêmio Femirama (1968) e o Prêmio Perpetua.
Diplomata, foi enviado ao Brasil em 2001 como adido cultural do México, e radicou-se em São Paulo com sua mulher. Suas atividades no Brasil foram encerradas em 2006, mas ele permaneceu no país até 2014, quando retornou em definitivo ao México.